# Альтеглофсгайм
Альтеглофсгайм (нім. Alteglofsheim) — громада в Німеччині, розташована в землі Баварія. Підпорядковується адміністративному округу Верхній Пфальц. Входить до складу району Регенсбург. Центр об'єднання громад Альтеглофсгайм.
Площа — 13,23 км2. Населення становить 3283 ос. (станом на 31 грудня 2020).

## Галерея

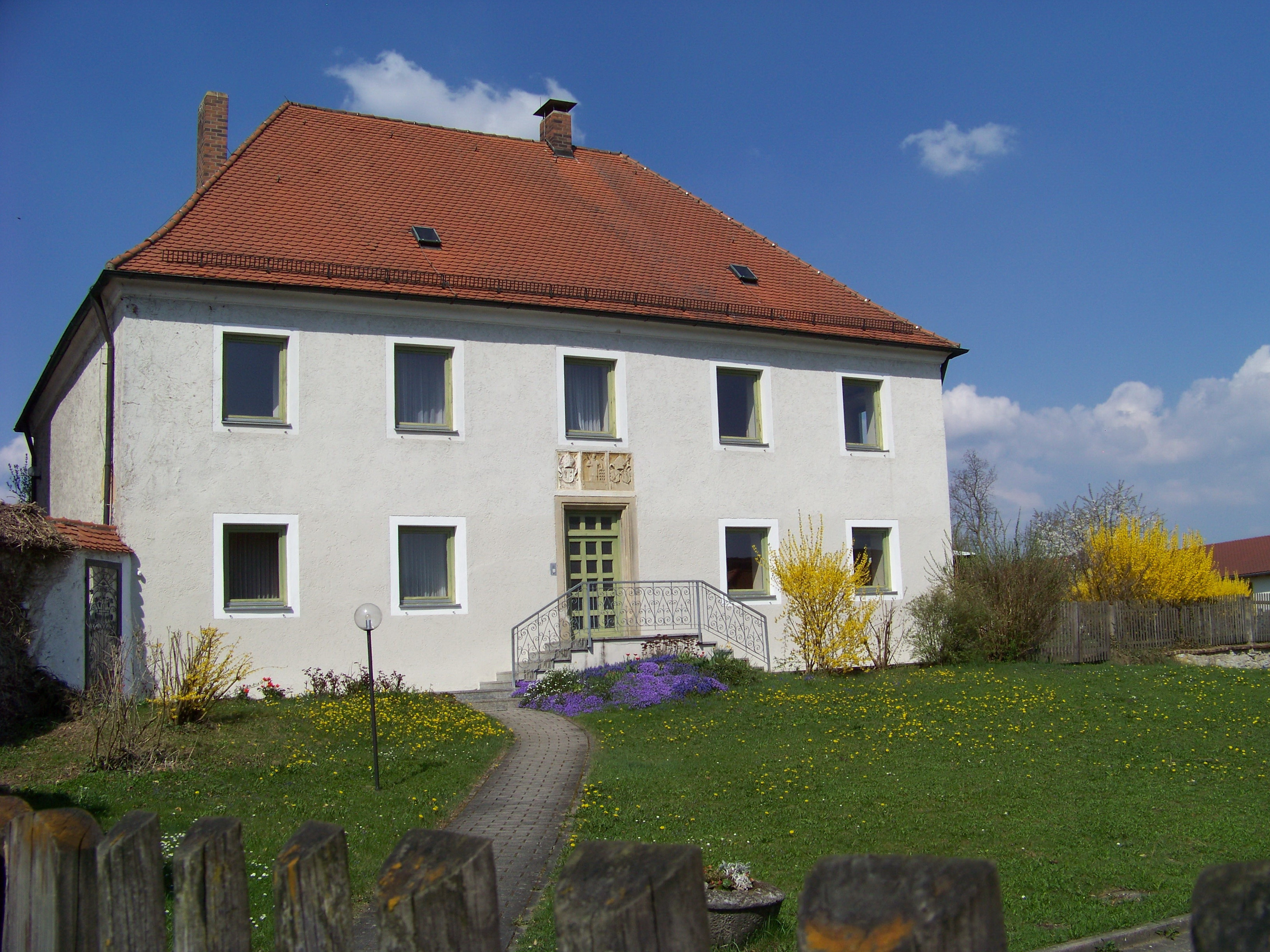
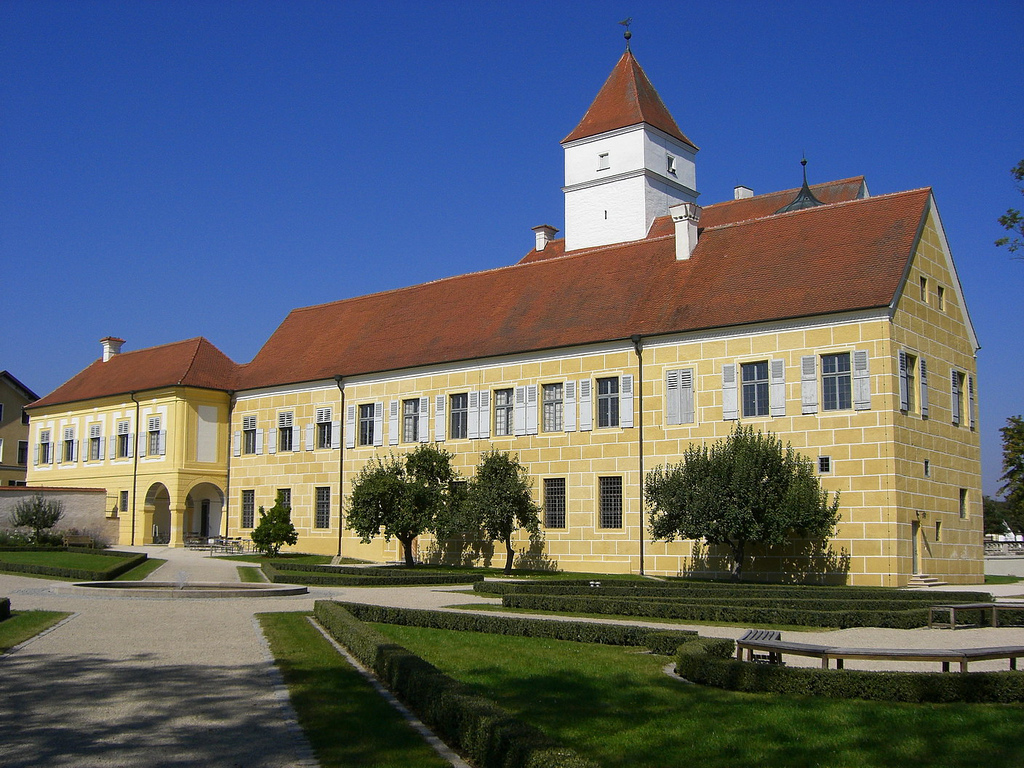
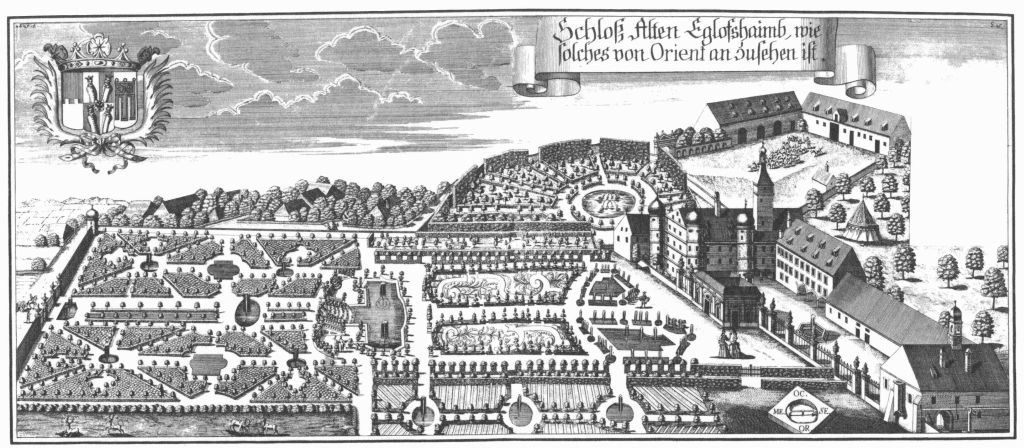